# Mariana Varela (modelo)
Mariana Jessica Varela (Buenos Aires, 26 de agosto de 1996) es una modelo, actriz y ganadora del certamen de belleza Miss Universo Argentina 2019, lo que le llevó a representar a Argentina en Miss Universo 2019. También fue la representante argentina en la competencia Miss Grand Internacional 2020, donde llegó al Top 10 de semifinalistas.

## Trayectoria profesional

### Miss Universo Argentina 2019
Varela participó en el concurso de belleza, donde obtuvo el título. Fue coronada por su director nacional, Osmel Souza.

### Miss Universo 2019
Varela compitió en el concurso Miss Universo 2019 y se perfiló como una de las concursantes favoritas. Sin embargo, no logró ganar el concurso de belleza.

### Miss Grand Internacional 2020
Varela renunció a su título de Miss Universo Argentina 2019 al obtener el título de Miss Grand Argentina 2020. Representó a su país en la competencia que se llevó a cabo en BangkokTailandia. Varela logró entrar en el cupo en su país debido a que el año anterior no compitió, Varela se quedó entre las diez mejores junto a representantes de Puerto Rico (Fabiola Valentín), Malasia (Jasebel Shalani), República Checa (Denisa Spergerova) y Tailandia (Chantarapadit Namfon).

## Vida personal
En 2022 anunció su matrimonio en San Juan de Puerto Rico con Fabiola Valentín, con quien compitió en Miss Grand Internacional 2020.